# Urga (film, 1991)
Pour les articles homonymes, voir Urga.
Pour plus de détails, voir Fiche technique et Distribution.
Urga (Урга — территория любви) est un film franco-soviétique réalisé par Nikita Mikhalkov, sorti en 1991.

## Synopsis
Gombo est un paysan nomade mongol qui vit dans une yourte, en Mongolie-Intérieure (en Chine), avec sa femme Pagma, leurs trois enfants et sa mère. Ils font la connaissance de Sergueï, un conducteur de camion.
Pagma redoutant de tomber à nouveau enceinte et d'enfreindre la loi chinoise de limitation des naissances, Gombo va en ville (à Hulunbuir) pour se procurer des préservatifs.

## Fiche technique
- Titre original : Урга — территория любви
- Titre français : Urga[1]
- Réalisation : Nikita Mikhalkov
- Scénario : Jacques Gary et Rustam Ibragimbekov
- Musique : Edouard Artemiev
- Décors : Aleksei Levchenko
- Costumes : Irina Ginno
- Photographie : Vilen Kalyuta
- Montage : Joëlle Hache
- Production : René Cleitman, Michel Seydoux et Jean-Louis Piel
- Sociétés de distribution : AMLF
- Pays d'origine :  Union soviétique,  France
- Format : couleurs - 1,85:1 - 35 mm - Dolby Digital
- Genre : drame
- Durée : 120 minutes
- Date de sortie : 
  - Italie : 1er septembre 1991 (Mostra de Venise 1991)
  - France : 25 septembre 1991
  - Russie : août 1993

## Distribution
- Bayaertu : Gombo
- Badema (en) : Pagma, la femme de Gombo / la femme de Gengis Khan
- Vladimir Gostioukhine : Sergueï
- Baoyinhexige : Bajartou / Gengis Khan
- Bao Yongyan : Bourma, la fille de Gombo et Pagma
- Wurinile: Bouïn, le fils de Gombo et Pagma
- Babushka : la grand-mère
- Wang Biao : Van Biao
- Bao Jinsheng
- Nikolaï Vachtchiline (ru) : Nikolaï
- Larisa Kuznetsova (ru) : Marina, la femme de Sergueï
- Jon Bochinski : Stanislas
- Nikita Mikhalkov : un cycliste (non crédité)

## Signification du titre
Le terme Urga vient du terme mongol uurga (mongol : ᠤᠷᠭ᠎ᠠ, VPMC : urg-a, cyrillique : уурга, MNS : uurga). Il désigne la perche-lasso utilisé par les bergers nomades des steppes mongoles et qui sert à capturer les chevaux.

## Distinctions
- Lion d'or à la Mostra de Venise en 1991.
- Prix des auditeurs du Masque et la plume.
- Prix du cinéma européen du meilleur film européen de l'année.